# Mon ami Sainfoin
Mon ami Sainfoin è un film del 1950 diretto da Marc-Gilbert Sauvajon.
Il film è basato su un libro di Paul-Adrien Schaye.